# Paratriaenops furculus
Paratriaenops furculus là một loài động vật có vú trong họ Dơi nếp mũi, bộ Dơi. Loài này được Trouessart mô tả năm 1906.